# سیارک ۱۹۶۴۷۶
سیارک ۱۹۶۴۷۶ (به انگلیسی: 196476 Humfernandez، نامگذاری:2003JU17) صد و نود و شش هزار و چهارصد و هفتاد و ششمین سیارک کشف شده‌است که در ۲ مه ۲۰۰۳ کشف شد.